# La Rebolleda
La Rebolleda es una localidad y pedanía española situada en el municipio de Rebolledo de la Torre, en la provincia de Burgos, comunidad autónoma de Castilla y León. Pertenece a la comarca de Páramos, y constituye un exclave burgalés dentro de la provincia de Palencia, concretamente en el municipio de Aguilar de Campoo.

## Datos generales
En 2023, contaba con 7 habitantes, situado 18 km al norte de la capital del municipio, Rebolledo de la Torre, enclavada en la provincia de Palencia, junto a las localidades palentinas de Villacibio y Mave por donde transcurre el ferrocarril Santander-Venta de Baños y la carretera N-611 transformada en autovía A-67.

## Situación administrativa

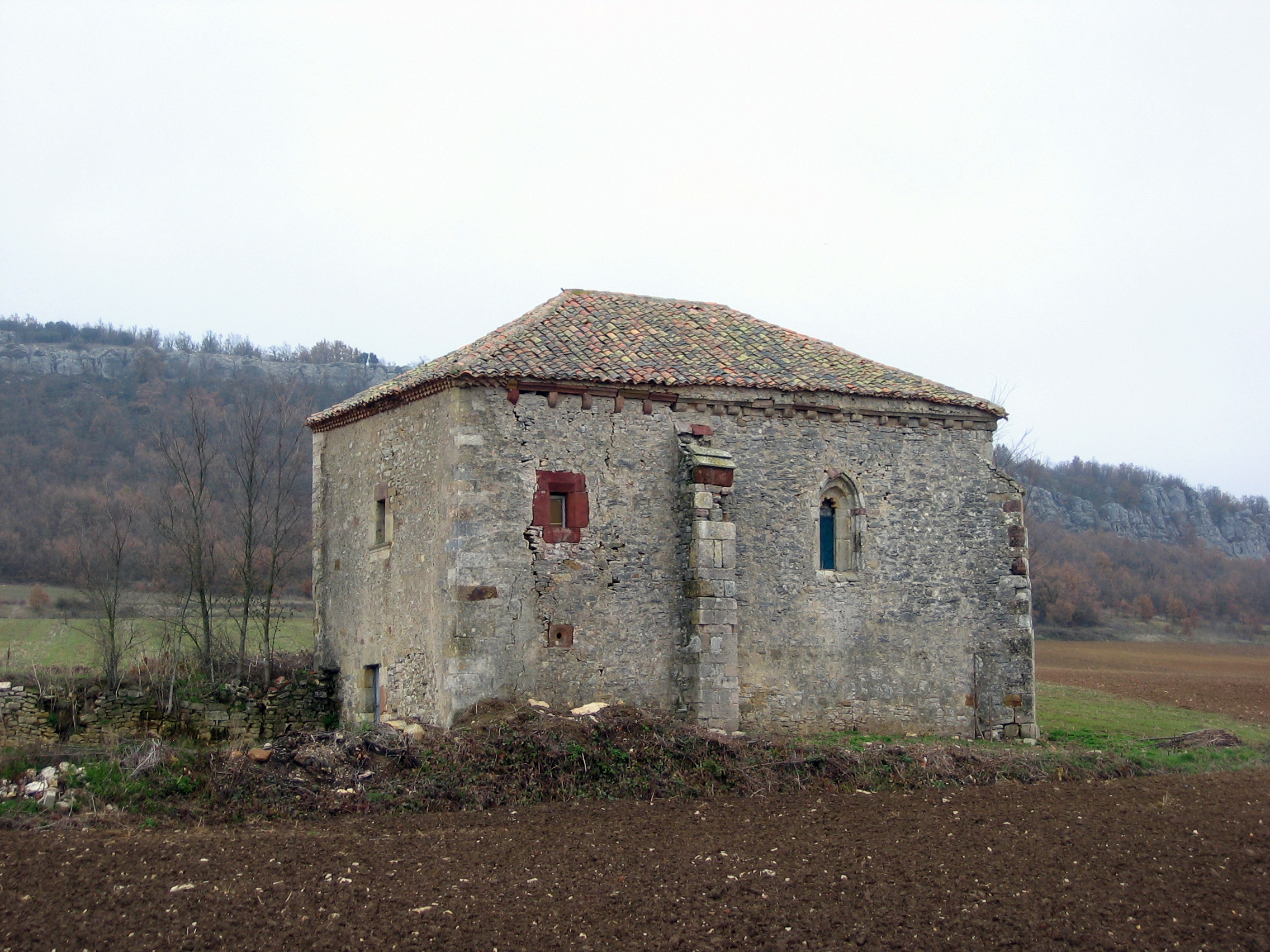
Ermita de Santa Lucía, en el enclave de La Rebolleda.

Entidad Local Menor cuyo alcalde pedáneo es Luis María Álvarez Calvo del Partido Popular.

## Historia
Lugar que formaba parte de la Jurisdicción de Villadiego en el Partido de Villadiego, uno de los catorce que formaban la Intendencia de Burgos, durante el periodo comprendido entre 1785 y 1833, en el Censo de Floridablanca de 1787, jurisdicción de señorío siendo su titular el Duque de Frías, alcalde pedáneo.

## Edificios de interés
- Ermita de Santa Lucía.
- Iglesia parroquial de San Esteban.